# Ehm-Welk-Straße 24 (Lübbenau)

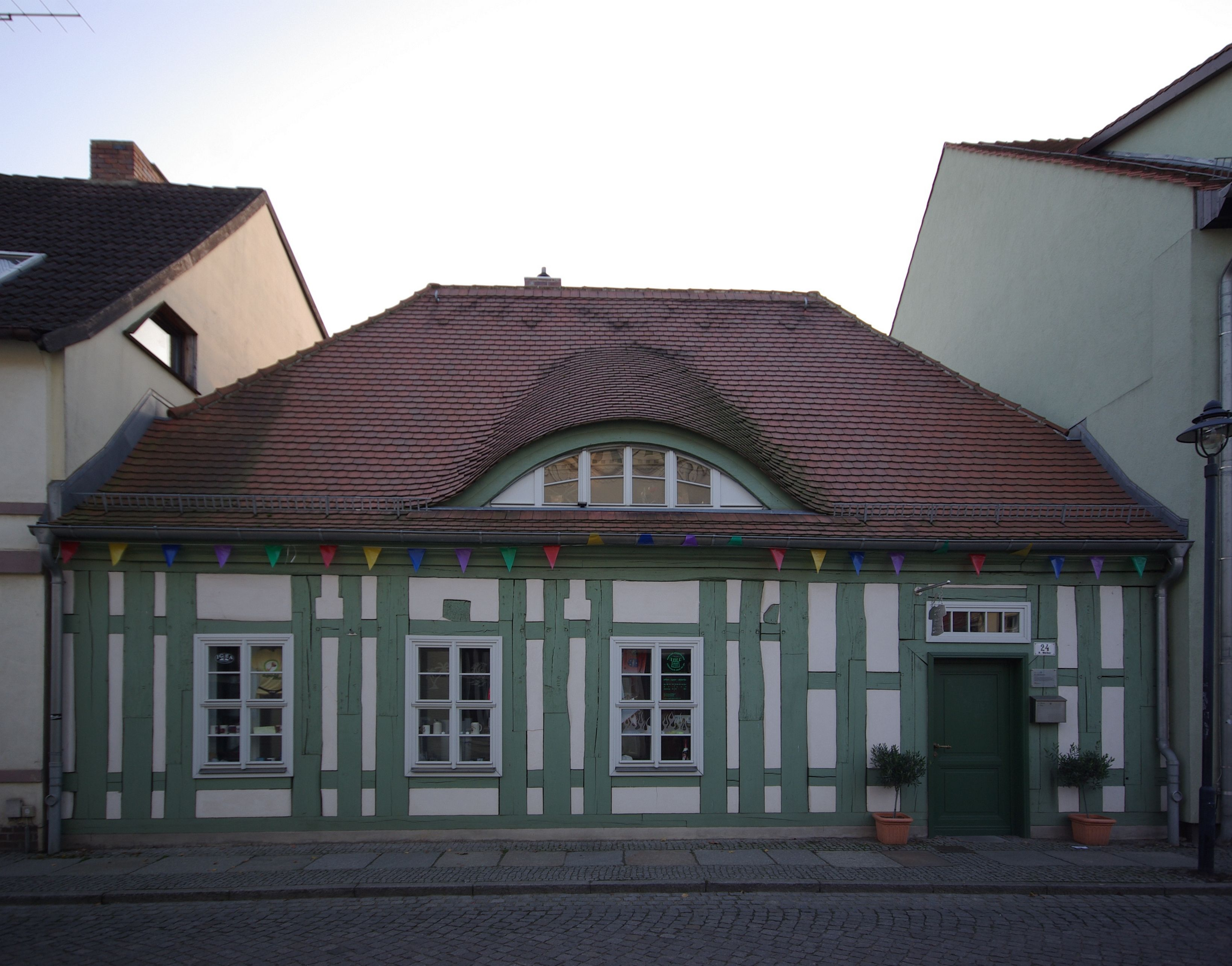
Ehm-Welk-Straße 24

Das Wohnhaus Ehm-Welk-Straße 24 ist ein unter Denkmalschutz stehendes Gebäude in der Stadt Lübbenau/Spreewald im Landkreis Oberspreewald-Lausitz im Süden des Landes Brandenburg.

## Beschreibung
Das Gebäude befindet sich in der Altstadt von Lübbenau zwischen dem Spreewaldmuseum und St. Nikolai und ist Teil des Denkmals „Ensemble Marktplatz“. Erbaut wurde das Haus im Jahr 1772 und ist somit eines der ältesten Gebäude der Stadt. Bei dem Gebäude handelt es sich um einen eingeschossigen Sichtfachwerkbau mit Krüppelwalmdach. Das im Stil des Barock errichtete Gebäude ist heute Teil einer Häuserzeile, ursprünglich war es vermutlich freistehend. Im Jahr 2000 wurde das Haus umfassend saniert. Erst im Zuge dessen wurde die historische Fachwerkfassade entdeckt, vorher war das Haus verputzt.
Das Gebäude wird heute als Wohn- und Geschäftshaus genutzt.